# Кілери (фільм, 2010)
«Кілери» (англ. Killers) — американська комедія 2010 року, від режисера Роберта Лукетича. У головних ролях Ештон Кутчер, Кетрін Гейґл, Том Селлек та Кетрін О'Хара.

## Сюжет
Спенсер (Ештон Кутчер) — професійний кілер, який виконує особливо небезпечні завдання. Одного разу на одному курорті, виконуючи чергове завдання, він зустрічає Джен (Кетрін Гейґл), заради якої кидає свою роботу кілера і збирається одружуватися. Але багато хто не в захваті від його рішення і за його голову оголошують винагороду 20 млн $. Тепер Спенсеру належить з'ясувати, хто з його знайомих, друзів, сусідів і близьких за ним полює. А Джен з'ясувати стосунки зі Спенсером і його минулим.

## У фільмі знімались
- Ештон Кутчер — Спенсер Еймс.
- Кетрін Гейґл — Дженніфер «Джен» Корнфельдт.
- Том Селлек — Містер Корнфельдт, батько Джен.
- Кетрін О'Хара — Місіс Корнфельдт, мати-алкоголічка Джен.
- Кетрін Винник — Вівіан, секретарка Спенсера.
- Usher — Кевін.
- Ліза Енн Волтер — Олівія, жінка Генрі.
- Кейсі Вілсон — Крістін, найкраща подруга Джен.
- Роб Ріґґл — Генрі, співробітник і друг Спенсера.
- Мартін Мулл — Голбрук, бос Спенсера.
- Алекс Борстейн — Лілі Бейлі, сусідка Джен і Спенсера.
- Кевін Зусман — Мак Бейлі, чоловік Лілі.
- ЛеТоя Лукетт — Аманда, одна з подружок Джен.
- Мері Бердсонг — Джекі Валлеро, набридливий сусід Джен і Спенсера.
- Аріель Вінтер — Седі